# Vladimir Peshnyak
Vladimir Grigorievich Peshnyak (tiếng Nga: Влади́мир Григо́рьевич Пешня́к, sinh 1949) là một nhà soạn nhạc và giáo viên âm nhạc Liên Xô và Nga. Ông là Nghệ sĩ danh dự của Liên bang Nga (2009), thành viên của Hội nhà soạn nhạc Nga, và là tác giả phần nhạc quốc ca Cộng hòa Altai.

## Tiểu sử
Vladimir Peshnyak sinh năm 1949 tại làng Togur, huyện Kolpashevsky, tỉnh Tomsk.
Ông học tại Trường nhạc sĩ Irkutsk (1961 - 1965), Trường âm nhạc Irkutsk (1965 - 1969).
Ông tốt nghiệp Nhạc viện Novosibirsk. M.I Glinka (1974).
Từ năm 1990, Peshnyak sống và làm việc tại Moscow.
Hiện tại là giáo sư tại Học viện Âm nhạc Nga.

## Tác phẩm
- Quốc ca Cộng hòa Altai
- Kupalskaya" cho những câu thơ của S. Yesenin "Ánh sáng đang cháy qua sông" cho dàn hợp xướng (1975).
- Phần nhạc dựa trên vở kịch của A. Adarov "Cuộc hôn nhân của Abayim" (1984) ở Cộng hòa Altai.
- "Trong ánh hoàng hôn lạnh lẽo của bình minh" cho đến những câu thơ của A. Korenev (1972, 1978).

## Giải thưởng
- Nghệ sĩ danh dự của Liên bang Nga (2009)[1]
- Huân chương của El-Khurultai (nghị viện Cộng hòa Altai) (2016)[3]